# Orbinia orensanzi
Orbinia orensanzi is een borstelworm uit de familie Orbiniidae. De wetenschappelijke naam werd in 2017 voor het eerst geldig gepubliceerd door Blake. 